# Caesars
Caesars (inicialmente llamados Caesars Palace) fue un grupo de rock originario de Suecia, Aunque en el resto de los países escandinavos son conocidos como The Caesars o Twelve Caesars.
Su sencillo más conocido del grupo es "Jerk It Out" del 2003, en la cual está en 2 álbumes de estudio como Caesars Palace, y en el álbum "Paper Tigers" del 2005, de este álbum es una versión alternativa.
Su estilo predomina en el indie rock y el garage rock de la vieja escuela con distorsiones de voz y de guitarra muy conocidos en este tipo de música.
Son poco conocidos más allá de los países escandinavos. Aunque algunas de sus canciones se pueden oír en videojuegos conocidos como FIFA 2004, FIFA 09, SSX 3, Just Dance y en varios anuncios de televisión. En la mayoría de ellos la canción utilizada es la conocida "Jerk it Out".

## Integrantes

### Exintegrantes
- Joakim Åhlund - vocal, guitarra (? - ?)
- César Vidal - guitarra, vocal de apoyo (? - ?)
- David Lindquist - bajo (? - ?)
- Nino Keller - batería (2000 - ?)
- Jens Örjenheim - batería (1998 - 2000)

### Miembros de apoyo
- Klas Åhlund - teclados, multi-instrumentista

## Discografía

### Álbumes de estudio
| Año  | Detalles del Disco |
| ---- | --- |
| 1998 | Youth Is Wasted On The Young - Como Twelve Caesars - Lanzado el 8 de diciembre de 1998 - Discográfica: Minty Fresh                                                         |
| 2000 | Cherry Kicks - Como Caesars Palace - Discográfica: Virgin Records - Disco de oro en Suiza                                                                                  |
| 2002 | Love For The Streets - Como Caesars Palace - Discográfica: Virgin Records - Disco de oro en Suiza                                                                          |
| 2003 | 39 Minutes of Bliss (In an Otherwise Meaningless World) - Lanzado el 22 de abril de 2003 - Discográficas: Virgin Records (Reino Unido), Astralwerks (EE. UU.), Toshiba-EMI |
| 2005 | Paper Tigers - Lanzado el abril de 2005 - Discográficas: Toshiba-EMI (Japón), Virgin Records (Reino Unido), Astralwerks (EE. UU.)                                          |
| 2008 | Strawberry Weed - Lanzado el 5 de marzo de 2008 |

### Sencillos
- 1995 - Shake It E.P. de 3 canciones:Shake It / Odd Job / Born Cool
- 1996 - E.P. de 7 canciones: Phenobarbital / 3D-TV / Automatic / Crap-thinker / This Man, This Monster / Pupo Diavolo / You're My Favorurite
- 1998 - Kick You Out / ???
- 1998 - Sort It Out / ???
- 2000 - From the Bughouse / Punkrocker (Original Version) / Love Bubble
- 2000 - Crackin' Up / ???
- 2000 - Fun 'n' Games / ???
- 2000 - Only You [Promo]
- 2002 - Jerk It Out / Out Of My Hands / She's A Planet
- 2002 - Over 'fore It Started / Sparky
- 2002 - Candy Kane / Artificial Gravity
- 2002 - Get off my cloud (Rolling stones cover)/Bound and dominated LP-single from Dolores singelklubb 300EX
- 2003 - "Jerk It Out", editado en abril de 2003; reeditado en abril de 2005
- 2005 - Jerk It Out / Up All Night
- 2005 - Jerk It Out (Jason Nevins Remix Editado) / Jerk It Out (Jason Nevins Remix Extendido) / Jerk It Out (Jason Nevins "Rack Da Club" Remix) / Jerk It Out (Jason Nevins "Jerk It Harder" Remix) / Jerk It Out (Jason Nevins Remix Edición Instrumental)
- 2005 - We Got to Leave / Longer We Stay Together
- 2005 - Paper Tigers / Up All Night
- 2005 - It's Not the Fall That Hurts / Paper Tigers
- 2007 - No tomorrow / Every Road Leads To Home